# プレショウ県
プレショウ県（Prešov Region (スロバキア語: Prešovský kraj, ハンガリー語: Eperjesi kerület)またはPriashiv Region (ウクライナ語: Пряшівський край, 発音 [prʲaʃivsʲkɪj kraj])）は、スロバキアの県の一つである。県都は、プレショフ。

## 人口構成
2011年時点の調査によると、人口の90.7%をスロバキア人が占め、次いでロマ、ルシン人となっている。

## 下位行政区画
- バルジェヨウ郡（英語版）（Okres Bardejov）
- フメンネー郡（英語版）（Okres Humenné）
- ケジュマロク郡（英語版）（Okres Kežmarok）
- レヴォチャ郡（英語版）（Okres Levoča）
- メジラボルツェ郡（英語版）（Okres Medzilaborce）
- ポプラト郡（英語版）（Okres Poprad）
- プレショウ郡（英語版）（Okres Prešov）
- サビノウ郡（英語版）（Okres Sabinov）
- スニナ郡（英語版）（Okres Snina）
- スタラー・リュボウニャ郡（英語版）（Okres Stará Ľubovňa）
- ストロプコウ郡（英語版）（Okres Stropkov）
- スヴィドニーク郡（英語版）（Okres Svidník）
- ヴラノウ・ナト・トプリョウ郡（英語版）（Okres Vranov nad Topľou）

## 主な都市
- プレショフ（プレショウ）（スロバキア語: Prešov、ドイツ語: Eperies、ハンガリー語: Eperjes、）
- ポプラト
- フメンネー（英語版）
- バルデヨフ（バルジェヨウ）